# Терезина
Терезина e град и столица на щата Пиауи в Североизточна Бразилия. Населението му е 814 439 жители (2010 г.) Пощенският му код е 64000 – 000, а телефонният – +55 86. Основан е през 1852 г. Климатът е тропически. Средната температура е 27 градуса, минималната 20, а максималната 35 градуса. Разполага с два университета.

## Географско положение
Източно от река Парайба, западно от нейния приток река Поти. Единствена столица в Североизточния регион, която не е на брега на Атлантическия океан. На 366 км от океана.

## Прякор и мото
„Столица на слънцето и светлината“, защото е най-горещата столица в Бразилия и 3-ти в света по брой светкавици.
Седаде Верде („зелен град“), защото в северната част река Поти се влива в река Парайба и има екологичен парк с беседки.
Мотото му е на латински „Omnia in charitatis“, в превод – „Всички за благотворителност“.